# Domenika Mayer
Pour les articles homonymes, voir Mayer.
Domenika Mayer, née Weiss le 9 octobre 1990 à Böblingen, est une coureuse de fond allemande polyvalente. Elle a remporté la médaille de bronze de la Coupe d'Europe du 10 000 mètres 2023.

## Biographie
Domenika Mayer fait ses débuts en athlétisme dès son enfance, avec son frère. En 2003, ce dernier décide de délaisser l'athlétisme pour le football mais Domenika Mayer décide de continuer et dispute ses premières compétitions en 2005. Elle délaisse cependant le sport deux ans après. Elle entre par la suite à l'école de police et se remet à pratiquer l'athlétisme. Elle y fait la connaissance de Christian Mayer qui deviendra son entraîneur et son mari. Elle s'enrôle dans la police bavaroise où elle obtient le grade de commissaire principal et officie en tant qu'instructeur à l'académie de police,. En tant qu'officier du Service supérieur (de), elle ne peut pas bénéficier des programmes de promotion du sport mais dispose cependant d'une certaine flexibilité lui permettant de combiner ses carrières sportives et professionnelles.
Pratiquant la course de fond sur piste et le cross-country, elle s'illustre dans cette dernière discipline lors des championnats d'Europe de la police 2016 à Princethorpe. Voyant la Bulgare Silvia Danekova mener la course, Domenika Mayer et sa compatriote Tabea Thermann forme un groupe de poursuivantes qui parviennent à doubler la Bulgare en fin de course. Tabea Thermann remporte le titre et Domenika Mayer décroche la médaille d'argent.
Elle décide de varier sa pratique de l'athlétisme en s'essayant à d'autres disciplines telles que le semi-marathon et la course en montagne. Lors des championnats d'Europe de course en montagne 2018 à Skopje, elle effectue une solide course et pointe dans le trio de tête. Mais à un kilomètre et demi de l'arrivée, elle chute et se déchire le ligament de la cheville. Elle parvient à rallier la ligne d'arrivée et se classe meilleure Allemande en septième position.
Le 7 mars 2020, elle domine les championnats d'Allemagne de cross-country à Sindelfingen pour remporter son premier titre national en battant de neuf secondes l'une des favorites, Deborah Schöneborn.
Le 7 novembre 2021, elle prend le départ des championnats d'Europe de la police de cross-country à Aarhus, quatre semaines après avoir subi une blessure musculaire. Elle démontre avoir bien récupéré en dominant la course pour remporter le titre.
En 2022, elle fait ses débuts sur la distance du marathon sous la tutelle de Kurt Ring. Pour sa première compétition sur la distance, elle prend le départ du marathon de Hanovre. Elle prend un bon départ et court aux avant-postes. Au kilomètre 30, elle parvient à distancer les favorites, l'Allemande Rabea Schöneborn et la Kényane Flomena Ngurais. Elle remporte la victoire en 2 h 26 min 50 s, signant la douzième meilleure performance allemande de tous les temps. L'épreuve comptant comme championnats d'Allemagne de la discipline, elle remporte également le titre. Grâce à sa bonne performance, elle obtient son ticket pour les championnats d'Europe d'athlétisme à Munich ainsi que pour les championnats du monde d'athlétisme à Eugene. Elle décide de ne participer qu'aux premiers. Elle effectue une bonne course et se classe sixième en 2 h 29 min 21 s. Elle remporte la médaille d'or au classement par équipes avec Miriam Dattke et Deborah Schöneborn.
Le 6 mai 2023, elle prend part aux championnats d'Allemagne du 10 000 mètres à Mittweida. Elle profite des soucis de santé de la favorite Alina Reh pour récupérer la tête de course et s'impose en 32 min 14 s 34. Le 3 juin, elle participe à la Coupe d'Europe du 10 000 mètres à Pacé. Tandis qu'Alina Reh domine la course pour s'offrir le titre, Domenika Mayer effectue une solide course aux côtés de sa compatriote Eva Dieterich. Elle parvient à accélerer en fin de course et bat la Française Mekdes Woldu dans le sprint final pour s'emparer de la médaille de bronze. Avec Eva Dieterich huitième, le trio remporte la médaille d'or du classement par équipes. Le 24 septembre, elle réalise une solide course lors du marathon de Berlin. Elle termine meilleure Allemande à la quatorzième place en 2 h 23 min 47 s. Elle améliore son record personnel de plus de trois minutes et signe la deuxième meilleure performance allemande de tous les temps derrière le record national d'Irina Mikitenko en 2 h 19 min 19 s.
Le 14 avril 2014, elle se livre à un duel serré avec la Kényane Sharon Cherop en tête du marathon de Hanovre. Elle parvient finalement à distancer cette dernière et s'impose en 2 h 23 min 50 s, établissant un nouveau record féminin du parcours. L'épreuve comptant comme championnats d'Allemagne de la discipline, elle remporte de plus le titre.

## Palmarès

### Piste
| Année | Compétition                                        | Lieu      | Place | Épreuve  | Performance    |
| ----- | -------------------------------------------------- | --------- | ----- | -------- | -------------- |
| 2015  | Championnats d'Allemagne de la police d'athlétisme | Lübeck    | 1re   | 5 000 m  | 17 min 14 s 81 |
| 2023  | Championnats d'Allemagne du 10 000 m               | Mittweida | 1re   | 10 000 m | 32 min 14 s 34 |
| 2023  | Coupe d'Europe du 10 000 mètres                    | Pacé      | 3e    | 10 000 m | 32 min 35 s 95 |

### Route/cross
| Année | Compétition                                         | Lieu           | Place | Épreuve                   | Performance     |
| ----- | --------------------------------------------------- | -------------- | ----- | ------------------------- | --------------- |
| 2015  | Olympia-Alm-Cross                                   | Munich         | 2e    | Cross-country             | 25 min 14 s     |
| 2016  | Championnats d'Europe de la police de cross-country | Princethorpe   | 2e    | Cross-country             | 29 min 12 s     |
| 2020  | Championnats d'Allemagne de cross-country           | Sindelfingen   | 1re   | Cross-country             | 21 min 24 s     |
| 2021  | Citylauf Dresden                                    | Dresde         | 2e    | Semi-marathon             | 1 h 9 min 52 s  |
| 2021  | Championnats d'Europe de la police de cross-country | Aarhus         | 1re   | Cross-country             | 34 min 3 s      |
| 2022  | Marathon de Hanovre                                 | Hanovre        | 1re   | Marathon                  | 2 h 26 min 50 s |
| 2022  | Würzburger Residenzlauf                             | Wurtzbourg     | 1re   | 10 kilomètres             | 32 min 47 s     |
| 2022  | Berlin City Night                                   | Berlin         | 3e    | 10 kilomètres             | 32 min 22 s     |
| 2022  | Championnats d'Europe d'athlétisme                  | Munich         | 6e    | Marathon                  | 2 h 29 min 21 s |
| 2022  | Championnats d'Europe d'athlétisme                  | Munich         | 1re   | Marathon par équipes      | 7 h 28 min 48 s |
| 2023  | Marathon de Linz                                    | Linz           | 2e    | Marathon                  | 2 h 28 min 47 s |
| 2023  | Würzburger Residenzlauf                             | Wurtzbourg     | 2e    | 10 kilomètres             | 32 min 45 s     |
| 2023  | Berlin City Night                                   | Berlin         | 2e    | 10 kilomètres             | 32 min 3 s      |
| 2023  | Championnats d'Allemagne du 10 kilomètres           | Bad Liebenzell | 1re   | 10 kilomètres             | 32 min 22 s     |
| 2023  | Marathon de Berlin                                  | Berlin         | 14e   | Marathon                  | 2 h 23 min 47 s |
| 2024  | Semi-marathon de Varsovie                           | Varsovie       | 2e    | Semi-marathon             | 1 h 9 min 46 s  |
| 2024  | Marathon de Hanovre                                 | Hanovre        | 1re   | Marathon                  | 2 h 23 min 50 s |
| 2024  | Championnats d'Europe d'athlétisme                  | Rome           | 11e   | Semi-marathon             | 1 h 10 min 49 s |
| 2024  | Championnats d'Europe d'athlétisme                  | Rome           | 2e    | Semi-marathon par équipes | 3 h 31 min 59 s |
| 2024  | Jeux olympiques                                     | Paris          | 29e   | Marathon                  | 2 h 30 min 14 s |
| 2025  | Marathon de Hanovre                                 | Hanovre        | 1re   | Marathon                  | 2 h 24 min 22 s |

### Course en montagne
| no  | féminin | Course                                                           | Longueur | Départ           | Temps         |
| --- | ------- | ---------------------------------------------------------------- | -------- | ---------------- | ------------- |
| 10e | 10e     | Championnats d'Europe de course en montagne                      | 8,5 km   | 2 juillet 2016   | 46 min 16 s   |
| 7e  | 7e      | Championnats d'Europe de course en montagne                      | 11,0 km  | 1er juillet 2018 | 57 min 57 s   |
| 6e  | 6e      | Championnats d'Europe de course en montagne - Montée             | 8,85 km  | 1er juillet 2022 | 53 min 53 s   |
| 7e  | 7e      | Championnats du monde de course en montagne - Montée             | 7,1 km   | 7 juin 2023      | 51 min 21 s   |
| 5e  | 5e      | Championnats du monde de course en montagne - Montée et descente | 15,0 km  | 10 juin 2023     | 1 h 7 min 9 s |

## Records
| Épreuve       | Épreuve       | Performance     | Date              | Lieu       |
| ------------- | ------------- | --------------- | ----------------- | ---------- |
| 800 mètres    | En salle      | 2 min 13 s 68   | 15 janvier 2017   | Fürth      |
| 1 500 mètres  | Plein air     | 4 min 31 s 90   | 5 juin 2016       | Ratisbonne |
| 3 000 mètres  | Plein air     | 9 min 25 s 39   | 23 avril 2022     | Ratisbonne |
| 3 000 mètres  | En salle      | 9 min 26 s 95   | 19 février 2017   | Leipzig    |
| 5 000 mètres  | 5 000 mètres  | 15 min 52 s 95  | 10 mai 2022       | Brunswick  |
| 10 000 mètres | 10 000 mètres | 32 min 14 s 34  | 3 mai 2023        | Mittweida  |
| 10 kilomètres | 10 kilomètres | 32 min 3 s      | 30 juillet 2023   | Berlin     |
| Semi-marathon | Semi-marathon | 1 h 9 min 46 s  | 24 mars 2024      | Varsovie   |
| Marathon      | Marathon      | 2 h 23 min 47 s | 24 septembre 2023 | Berlin     |